# Kal Penn
Kalpen Suresh Modi (født 23. april 1977) er en amerikansk skuespiller, der går under kunstnernavnet Kal Penn. Han er kendt for at medvirke som roller i film som Harold & Kumar Go to White Castle, National Lampoon's Van Wilder og  The Namesake (2007).

## Tidlige liv
Penn blev født i Montclair, New Jersey til en ingeniør far, og en mor, der arbejde som en duftvurderer for et perfume selskab; begge hans forældre var immigranter fra Gujarati indisk afstamning. Penn er student fra Howell High School og The Fine and Performing Arts Specialized Learning Center i tre år. Han gik på Freehold Township High School hvor han kun på sit sidste år. Efterfulgt modtog han undervisning på University of California, Los Angeles hvor han tilegnede sig en høj grad i film og sociologi. Mens han gik på UCLA, var han et stiftmedlem af den intellektuelle undergrundsgruppe, "6 South." På grund af kreative forskelligheder i gruppen, blev den opløst men er for øjeblikket i overvejelse om en en genforening. Han spillede også en stor rolle i on-campus klubben, Sangam, som han også forlod.
Penn har været vegetar siden sin fødsel.

## Karriere
Penn spillefilmsdebuterede i 1998 i Express: Aisle to Glory. Han har siden optrådt i American Desi, National Lampoon's Van Wilder, Malibu's Most Wanted, A Lot Like Love, Harold and Kumar Go to White Castle, Dude, Where's the Party?, Love Don't Cost a Thing, Superman Returns, National Lampoon's Van Wilder: The Rise of Taj, Epic Movie, The Namesake, og vil være en del af den kommende Harold & Kumar Go to Amsterdam. Penn medvirkede i The Lonely Islands afslåede Awesometown MTV pilot musikvideo, sammen med sin bedste ven Brandon Routh (der spillede Superman i Superman Returns). Penn spillede også en af Lex Luthors håndlangere i Superman Returns.
I januar 2007, optrådte Penn i de første 4 episoder i 6. sæson af 24 timer som Ahmed Amar, en skurk. Penn siger at han var lige ved at takke nej til rollen på grund af personlige problemer. Han optrådte også i januar 2007 i satirekomedie filmen Epic Movie, hvor han spillede en af hovedrollerne som Peter, samt i tv-serien Law & Order: Special Victims Unit, hvor han spillede en farlig voldtægtsforbryder og morder.
I foråret 2008, vil Penn være en besøgende underviser i Asian American Studies på University of Pennsylvania. Han vil undervise i to fag: “Images of Asian Americans in the Media,” og “Contemporary American Teen Films.”
Han spillede også med i den kendte dramaserie House M.D. som Dr. Lawrence Kutner, men hans karakter er ikke med længere, eftersom han har tilsluttet sig Obamas administration som en "Associate Director" i Det Hvide Hus' Office of Public Engagement, hvor han benytter sin film og sociologiuddannelse fra UCLA.

## Filmografi
| År   | Titel                                          | Rolle                    | Notater        |
| ---- | ---------------------------------------------- | ------------------------ | -------------- |
| 1998 | Express: Aisle to Glory                        | Jackie Newton            |                |
| 1999 | Freshmen                                       | Ajay                     |                |
| 2001 | American Desi                                  | Ajay Pandya              |                |
| 2002 | National Lampoon's Van Wilder                  | Taj Mahal Badalandabad   |                |
| 2002 | Hector                                         | Kendal Cunningham        |                |
| 2003 | Love Don't Cost a Thing                        | Kenneth Warman           |                |
| 2003 | American Made                                  | (as Kalpen Modi) Jagdesh |                |
| 2003 | Malibu's Most Wanted                           | Hadji                    |                |
| 2003 | Dude, Where's the Party?                       | Mo (Mohan Bakshi)        |                |
| 2004 | Harold & Kumar Go to White Castle              | Kumar Patel              |                |
| 2004 | Ball & Chain                                   | Bobby                    |                |
| 2005 | Sueño                                          | Raj                      |                |
| 2005 | A Lot Like Love                                | Jeeter                   |                |
| 2005 | Son of the Mask                                | Jorge                    |                |
| 2005 | Dancing in Twilight                            | Sam                      |                |
| 2006 | National Lampoon's Van Wilder: The Rise of Taj | Taj                      |                |
| 2006 | Bachelor Party Vegas                           | Z-Bob                    |                |
| 2006 | Man About Town                                 | Alan Fineberg            |                |
| 2006 | Superman Returns                               | Stanford                 |                |
| 2007 | The Namesake                                   | Gogol Ganguli            |                |
| 2007 | Epic Movie                                     | Edward                   |                |
| 2008 | Under New Management                           | Wheeler                  | præ-produktion |
| 2008 | Harold & Kumar Escape from Guantanamo Bay      | Kumar Patel              | bekendtgjordt  |

## TV Filmografi
| År      | Titel                               | Rolle             | Notater |
| ------- | ----------------------------------- | ----------------- | ------- |
| 2016-19 | Designated Survivor                 | Seth Wright       |         |
| 2007    | 24 Timer                            | Ahmed Amar        |         |
| 2007    | Law and Order: Special Victims Unit | Henry Chanoor     |         |
| 2006    | The Danny Comden Project            | Max               |         |
| 2004    | Homeland Security                   | Harrison          |         |
| 2003    | Tru Calling (Haunted)               | Steven            |         |
| 2003    | All About the Andersons             | George            |         |
| 2003    | Cosmopolitan                        | Vandana's Fiancee |         |
| 2001    | The Agency                          | Malek             |         |
| 2001    | New York Blues                      | Solomon Al-Ramai  |         |
| 2001    | Skadestuen                          | Narajan           |         |
| 2001    | Angel                               | Fez Boy           |         |
| 2000    | Spin City                           | Buddy             |         |
| 2000    | Sabrina, the Teenage Witch          | Prajeeb           |         |
| 1999    | Buffy the Vampire Slayer            | Hunt              |         |
| 1999    | Brookfield                          | Kumar Zimmerman   |         |

## Fodnoter
1. ↑  Kal Penn: Hollywood's Desi No1!
2. ↑  "Nirali Magazine | Penn is Penn Professor". Arkiveret fra originalen 29. maj 2007. Hentet 20. maj 2007.